# Sâmboieni
Sâmboieni – wieś w Rumunii, w okręgu Kluż, w gminie Sânmărtin. W 2011 roku liczyła 155 mieszkańców.